# L'Homme à tout faire (téléfilm)
Pour les articles homonymes, voir L'Homme à tout faire.
L'Homme à tout faire (Fatal Flip) est un téléfilm américain réalisé par Maureen Bharoocha, diffusé le 29 août 2015 sur Lifetime.

## Synopsis
Jeff et Alex ont décidé de quitter leur emploi et de mettre toutes leurs économies dans une opération immobilière : acheter une maison abandonnée, la remettre en état et la revendre dans la foulée. Ils ont 45 jours pour réaliser la totalité des travaux. Mais très vite, la charge de travail s'avère trop lourde. Lorsqu'un inconnu, Nate, se propose de les aider gratuitement jusqu'à la revente, ils l'accueillent chez eux à bras ouverts. Mais très vite, Nate use de son charme pour semer le trouble entre les deux amoureux. Sentant qu'Alex lui résiste, Nate sort avec sa meilleure amie, Roslyn, qui s'occupe de la décoration de la maison. Bientôt, tout bascule...

## Fiche technique
- Titre original : Fatal Flip
- Réalisation : Maureen Bharoocha
- Scénario : Maureen Bharoocha et Ellen Huggins
- Photographie : Brian Crane
- Musique : Todd Haberman
- Durée : 86 minutes
- Date de diffusion :
  -  France : 17 août 2015 sur TF1

## Distribution
- Dominique Swain : Alex
- Mike Faiola (en) : Nate
- Michael Steger : Jeff
- Tatyana Ali : Roslyn

## Accueil
Le téléfilm a été vu par 1,496 million de téléspectateurs lors de sa première diffusion.